# Fradique Coutinho
Fradique de Mello Coutinho foi um bandeirante do século XVII.
Era filho de Vasco Fernandes Coutinho e Antônia Escobar. Por sua vez, seu pai era filho natural do homônimo Vasco Fernandes Coutinho, que foi o primeiro donatário da capitania do Espírito Santo, fundador de Vila Velha e Vitória.
Em 1628 fez parte das expedições para a conquista do Guaíra, comandada por Raposo Tavares, ao lado de Pedroso de Morais e Mourato Coelho.